# التهاب القرنية بفيروس الهربس البسيط
التهاب القرنية بفيروس الهربس البسيط (بالإنجليزية: Herpetic simplex keratitis)‏، المعروف أيضا باسم التهاب القرنية والملتحمة الهربسي (بالإنجليزية: herpetic keratoconjunctivitis)‏، والتهاب القرنية الفيروسي الهربسي (بالإنجليزية: herpesviral keratitis)‏، هو شكل من أشكال التهاب القرنية الناجم عن عدوى فيروس الهربس البسيط (HSV) المتكررة في القرنية.:370
تبدأ العدوى بالتهاب الخلايا الظهارية على سطح العين والعدوى الارتدادية للأعصاب التي تعصب القرنية. وعادةً ما تظهر العدوى الأولية كتورم في الملتحمة والجفون (التهاب الجفن السفلي) مصحوب بآفات بيضاء صغيرة على سطح القرنية تسبب الحكة. ويتراوح تأثير الآفات من ضرر طفيف للظهارة (التهاب القرنية الموضعي السطحي)، إلى عواقب أكثر خطورة مثل تشكيل قرح شجيرية، وعادة ما تكون العدوى أحادية الجانب تؤثر على عين واحدة في كل مرة. وهناك أعراض إضافية تشمل ألمًا داخل العين، وجفافا خفيفا إلى حادا، والتهاب الجيوب الأنفية. وتُشفى معظم الالتهابات الأولية تلقائيا في غضون بضعة أسابيع، ويمكن المساعدة في الشفاء عن طريق استخدام مضادات الفيروسات الفموية والموضعية.
قد تكون التكرارات اللاحقة أكثر شدة، حيث تُظهِر الخلايا الظهارية المصابة بالعدوى تقرحًا شجيريًا أكبر، وتشكل الآفات لويحات بيضاء، وتنحدر الطبقة الظهارية مع نمو القرحة الشجيرية، وقد يحدث التهاب خفيف في سدى القزحية، كما يحدث فقدان للإحساس في المناطق المصابة، مما ينتج عنه تخدير القرنية مع تكرار العدوى. ويمكن أن يكون تكرار العدوى مصحوبا بجفاف العين المزمن، أو التهاب الملتحمة المتقطع منخفض الدرجة، أو التهاب الجيوب الأنفية المزمن غير المبرر. وبعد العدوى المستمرة، يصل تركيز الحمض النووي الفيروسي إلى حدود حرجة، ويمكن لاستجابات الأجسام المضادة ضد التعبير المستضد الفيروسي في السدى أن تثير استجابة مناعية هائلة في العين، وقد تؤدي تلك الاستجابة إلى تدمير سدى القرنية، مما يؤدي إلى فقدان الرؤية بسبب عتامة القرنية، والذي يُعرف باسم التهاب سدى القرنية المناعي.
عدوى فيروس الهربس البسيط شائعة جدا في البشر، وتشير التقديرات إلى أن ثلث سكان العالم يعانون من عدوى متكررة، والتهاب القرنية الناجم عن فيروس الهربس البسيط هو السبب الأكثر شيوعًا للعمى بسبب القرنية في الدول المتقدمة. لذلك، تعتبر عدوى فيروس الهربس البسيط مشكلة كبيرة في مجال الصحة العامة على مستوى العالم. ويقرب المعدل العالمي (معدل حدوث المرض الجديد) من التهاب القرنية الهربسي البسيط من 1.5 مليون، بما في ذلك 40,000 حالة جديدة من ضعف البصر أحادي العين الشديد أو العمى في كل عام.

## العلامات والأعراض

### العدوى الأولية

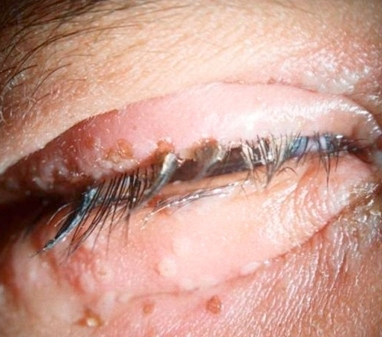
التهاب الجفن الهربسي

تظهر العدوى الأولية في الغالب في شكل التهاب في الجفون والملتحمة الذي يُشفى دون تندب، كما تظهر حويصلات بالجفن، ونادرا ما تتأثر القرنية في العدوى الأولية.

### عدوى العين المتكررة
يحدث الهربس المتكرر للعين عن طريق إعادة تنشيط الفيروس في العقدة الحسية المصابة بالعدوى، وانتقال الفيروس إلى أسفل العصب المحوري إلى نهايات الأعصاب الحسية، ثم العدوى اللاحقة لسطح العين. والتصنيف التالي لالتهاب القرنية الهربسي البسيط مهم لفهم هذا المرض:

#### قرحة شجيرية (التهاب القرنية الظهاري)
تتكون هذه الآفة الهربسية الكلاسيكية من قرحة خطية متفرعة (قرحة شجيرية) بالقرنية. وخلال فحص العين يتم فحص العيب بعد تلوينه بصبغة الفلوريسين، ويكون للقرنية الكامنة الحد الأدنى من الالتهاب.
يشكو المرضى الذين يعانون من التهاب القرنية الظهاري من إحساس بوجود جسم غريب، والحساسية للضوء، والاحمرار، وعدم وضوح الرؤية.
ويتطور انخفاض الإحساس البؤري أو المنتشر في القرنية بعد التهاب القرنية الظهاري المتكرر.

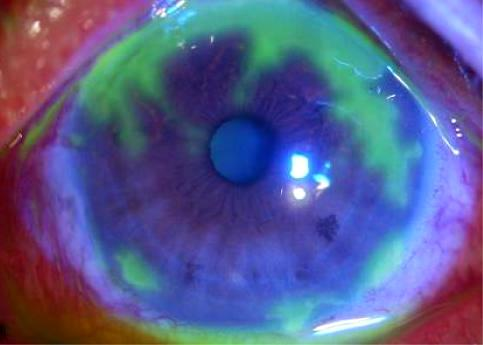
قرنية مصبوغة بالفلورسين تُظهِر عيوب ظهارية جغرافية

وقد تصبح القرحة في المرضى الذين يعانون من نقص في المناعة أو مع استخدام الكورتيكوستيرويدات كبيرة في الحجم، وفي هذه الحالات تسمى «قرحة جغرافية».

#### التهاب القرنية قرصي الشكل (التهاب القرنية البطاني)
يظهر التهاب القرنية البطاني كالتهاب مركزي في البطانة على شكل قرص. وتؤدي وذمة القرنية طويلة الأمد إلى حدوث ندوب دائمة، وهي السبب الرئيسي في انخفاض الرؤية المرتبطة بفيروس الهربس البسيط.

#### أشكال أخرى
- قرحة تالية لالتهاب القرنية بالهربس: لا تكون بسبب فيروس حي، وتنتج عن عدم قدرة سطح القرنية على الشفاء.
- التهاب القرنية الناخر
- التهاب القرنية والعنبية: هو عادة التهاب العنبية الحبيبي مع رواسب قرنية كبيرة على بطانة القرنية.

## السبب
فيروس الهربس البسيط (HSV) هو فيروس له حمض نووي مزدوج ذو غلاف عشروني السطوح، وتظهر عدوى HSV-1 بشكل أكثر شيوعا في منطقة الفم، وHSV-2 في المنطقة التناسلية.

## التشخيص

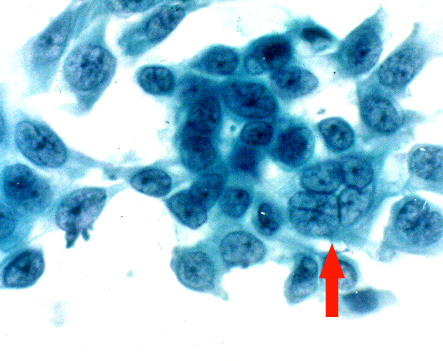
الانطباع الخلوي لعينة مصبوغة بصبغة بابانيكولاو يُظهر وجود خلية عملاقة متعددة النوى

يمكن إجراء تشخيص سريري لفيروس الهربس البسيط كسبب لالتهاب القرنية الشجيري من قِبَل أطباء العيون على أساس وجود ميزات سريرية مميزة. ونادرا ما تكون هناك حاجة إلى اختبار التشخيص بسبب السمات السريرية الكلاسيكية ولكنه ليس مفيدا في التهاب سدى القرنية؛ بسبب عدم وجود فيروس حي. ويكون هناك حاجة إلى الاختبارات المعملية في الحالات المعقدة عندما يكون التشخيص السريري غير مؤكد، وفي جميع حالات التهاب القرنية الهربسي الوليدي المشتبه به، مثل:
- يمكن تحليل عينات مسحة القرنية عن طريق عمل مزرعة والكشف عن المستضد أو اختبار الأجسام المضادة الفلورسنتية. وتُظهر صبغة papanicolaou لمسحات القرنية الخلايا العملاقة متعددة النوى والأجسام المشتملة داخل النواة. ومع ذلك، فإن ذلك الاختبار منخفض في الحساسية والنوعية.
- اختبار الحمض النووي سريع وحساس ومحدّد. ومع ذلك، فإن تكلفته العالية تحد من استخدامه في مراكز الأبحاث.
- قد تُظهر الاختبارات المصلية ارتفاعًا في مستوى الأجسام المضادة خلال العدوى الأولية، ولكنها لا تساعد في التشخيص خلال نوبات متكررة.

## العلاج
يختلف علاج الهربس في العين بناءً على أعراضه، حيث أن التهاب القرنية الظهاري يسببه فيروس حي، في حين أن مرض الستروما هو استجابة مناعية، بينما تنتج قرحة ما بعد الهربس من عدم قدرة ظهارة القرنية على الشفاء.

### التهاب القرنية الظهاري
يتم التعامل مع التهاب القرنية الظهارية باستخدام الأدوية الموضعية المضادة للفيروسات، والتي هي فعالة جدا مع انخفاض معدل حدوث المقاومة لها، ويجب أن تستمر معالجة المرض بالأدوية المضادة للفيروسات الموضعية بشكل عام لمدة 10-14 يوم. وإن مرهم آسيكلوفير العيني وقطرة العين ترايفلوريدين لهما فعالية مماثلة، ولكنهما أكثر فعالية من قطرات العين إيدوكسوريدين وفيدارابين. الآسيكلوفير عن طريق الفم له نفس فعالية مضادات الفيروسات الموضعية في علاج التهاب القرنية الظهاري، وله ميزة عدم وجود سمية لسطح العين، ولهذا السبب، يفضل أطباء العيون العلاج عن طريق الفم.
ووُجِد أن العلاج بغانسيكلوفير وبرايفودين له نفس فعالية الآسيكلوفير في المراجعة النظامية.
فالاسيكلوفير هو الدواء الأولي للآسيكلوفير، الذي يمكن أن يكون فعالاً لمرض العين، ويمكن أن يسبب متلازمة فرفرية قليلة الصفيحات، ومتلازمة انحلال الدم اليوريمية في المرضى الذين يعانون من نقص شديد في المناعة مثل المصابين بالإيدز. وبالتالي، يجب استخدامه بحذر إذا كانت حالة الجهاز المناعي غير معروفة.
ويحذر استخدام الكورتيكوستيرويدات الموضعية في وجود التهاب القرنية الظهارية الهربسي النشط، ويجب علاج المرضى الذين يعانون من هذا المرض ويستخدمون الكورتيكوستيرويدات النظامية بعلاج مضاد للفيروسات نظامي.
بينما يحتاج تأثير الإنترفيرون مع المواد الضادة للفيروسات إلى مزيد من التقييم.

### التهاب سدى القرنية
يتم علاج التهاب سدى القرنية الهربسي مبدئيًا بقطرات بريدنيزولون كل ساعتين مصحوبة بعقار مضاد للفيروسات الوقائي: إما مضاد موضعي مضاد للفيروسات أو عن طريق الفم مثل الآسيكلوفير أو فالاسيكلوفير. ويتم استخدام قطرات بريدنيزولون كل أسبوع إلى أسبوعين اعتمادًا على درجة التحسن السريري، ولا تمتص ظهارة القرنية السليمة الأدوية المضادة للفيروسات الموضعية، بينما الآسيكلوفير الذي يتم تناوله عن طريق الفم يخترق القرنية وغرفة العين الأمامية. وفي هذا السياق، قد يُفيد الآسيكلوفير عن طريق الفم التهاب القرنية العميق قرصي الشكل.

### قرحة القرنية التالية للهربس
يشمل العلاج الدموع الاصطناعية، ومرطبات العين، ووقف الأدوية السامة، والعدسات اللاصقة، وزرع الغشاء الأمنيوسي. وتعمل هذه التدابير على تحسين شفاء ظهارة القرنية.